# Trgovište, Pčinjski okraj
Trgovište (izvirno srbsko Трговиште) je naselje v Srbiji, ki je središče istoimenske občine; slednja pa je del Pčinjskega upravnega okraja.

## Demografija
V naselju živi 1304 polnoletnih prebivalcev, pri čemer je njihova povprečna starost 32.9 let (32.2 pri moških in 33.6 pri ženskah). Naselje ima 557 gospodinjstev, pri čemer je povprečno število članov na gospodinjstvo 3.35.
To naselje je, glede na rezultate popisa iz leta 2002, večinoma srbsko, a v času zadnjih 3 popisov je opazen porast števila prebivalcev.
|  |

| Demografija | Demografija     | Demografija     |
| Leto        | Št. prebivalcev | Št. prebivalcev |
| ----------- | --------------- | --------------- |
|             |                 |                 |
|             |                 |                 |
|             |                 |                 |
|             |                 |                 |
| 1948        | 820             |                 |
| 1953        | 840             |                 |
| 1961        | 921             |                 |
| 1971        | 972             |                 |
| 1981        | 1401            |                 |
| 1991        | 1787            | 1786            |
| 2002        | 1866            | 1864            |
|             |                 |                 |

| Etnična sestava po popisu iz leta 2002 | Etnična sestava po popisu iz leta 2002 | Etnična sestava po popisu iz leta 2002 | Etnična sestava po popisu iz leta 2002 | Etnična sestava po popisu iz leta 2002 |
| -------------------------------------- | -------------------------------------- | -------------------------------------- | -------------------------------------- | -------------------------------------- |
| Srbi                                   | Srbi                                   |                                        | 1.826                                  | 97,96%                                 |
| Makedonci                              | Makedonci                              |                                        | 13                                     | 0,69%                                  |
| Albanci                                | Albanci                                |                                        | 3                                      | 0,16%                                  |
| Bolgari                                | Bolgari                                |                                        | 2                                      | 0,10%                                  |
| Črnogorci                              | Črnogorci                              |                                        | 1                                      | 0,05%                                  |
| Jugoslovani                            | Jugoslovani                            |                                        | 1                                      | 0,05%                                  |
| Neznano                                | Neznano                                |                                        | 3                                      | 0,16%                                  |